# Xanthophyto versicolor
Xanthophyto versicolor là một loài ruồi trong họ Tachinidae.